# Alemonit
Alemonit ist eine Gesteinsart, die hauptsächlich im Bereich der Altmühl und in der Oberpfalz vorkommt.
Der Name leitet sich ab von Alemona, dem lateinischen Namen für die Altmühl. Es wurde 1971 erstmals von dem Geologen Erwin Rutte beschrieben. Nach Rutte entstand der Alemonit beim Ries-Impakt vor rund 15 Millionen Jahren: Durch Druck, Temperaturen und die Einwirkung von Kieselsäure kosmischen Ursprungs wurden Jurakalkstein und Grünsandstein der Altmühlalb und Oberpfalz zu einem varietätenreichen und charakteristischen neuen Gestein umgewandelt.
Abhängig vom Chemismus und der Struktur der Ausgangsgesteine entstanden Brekzien oder kristallinische Einkieselungen. Mittlerweile werden auch die nach Rutte vom gleichen Impakt betroffenen Gneise und Granite des Bayerischen/Böhmerwaldes, der Sand-Schotter-Sedimente Südböhmens und verkieselten Sandsteine Mitteleuropas als alemonitisch bzw. alemonitisiert bezeichnet.
Die Deutung des Alemonit als Impaktit sowie die von Rutte aus der Verbreitung dieses Gesteins abgeleitete Größe des Impakts waren allerdings von Anfang an umstritten. Insbesondere die Annahme einer Verkieselung des Gesteins im Moment des Impakts stieß von Anfang an auf Widerspruch.
In der neueren Literatur zu Meteoriten und Impakten in Bayern wird der Alemonit nicht mehr mit einem Impaktereignis in Verbindung gebracht; vielmehr wird er dort als oberflächennahe Bildung einer Verwitterungsperiode mit warmen klimatischen Verhältnissen beschrieben (und entspräche damit eher einem Süßwasserquarzit oder Kallmünzer). Auch in den aktuellen Empfehlungen der IUGS zur Nomenklatur von impaktmetamorphen Gesteinen taucht weder der Begriff „Alemonit“ noch die Beschreibung eines entsprechenden Gesteins auf.